# ابوالقاسم نراقی
ابوالقاسم نراقی (۱۲۷۸ کاشان - ۱۳۲۴) نویسنده، دبیر ریاضیات و نماینده مجلس شورای ملی بود.
پدرش میرزا محمدحسن نراقی نام داشت. تحصیلات ابتدائی را در زادگاهش کاشان به انجام رساند و برای ادامه تحصیل به مدرسه دارالفنون تهران رفت. سپس وارد مدرسه طب شد اما تحصیل پزشکی را رها کرد و به معلمی پرداخت.
ابوالقاسم نراقی از سال ۱۳۰۲ در خدمت معارف بود. ابتدا رئیس دبستان بود، سپس دبیر و رئیس دبیرستان شد. چند شغل مهم اداری هم گرفت تا اینکه در سال ۱۳۱۶ به عنوان نماینده کاشان در مجلس شورای ملی انتخاب شد (دوره یازدهم).

## دفاع از ۵۳ نفر
دوره بعد هم که نراقی همچنان نمایندگی کاشان را به عهده داشت، در ماه‌های پایانی‌اش با اشغال ایران در شهریور ۱۳۲۰ و کناره‌گیری رضاشاه از سلطنت همزمان شد. نراقی پس از این رخدادها از وزیر دادگستری در مورد تأخیر در آزادی و اعاده حیثیت محکومان سیاسی دوره رضا شاه توضیح خواست و در نطق خود به دفاع از گروه موسوم به ۵۳ نفر پرداخت که در سال ۱۳۱۵ به اتهام راه‌اندازی تشکیلات کمونیستی دستگیر و زندانی شده بودند. او ۵۳ نفر را «دانشمندان و فارغ‌التحصیل‌های و دانشجویان بهترین مدارس عالیه اروپا و ایران» توصیف کرد که «گناه واقعی بعضی از آنها ناراضی بودن از اوضاع بود» و آن‌ها را «به تهمت‌های عجیب و غریب سیاسی که خدا می‌داند هیچ‌یک صحت نداشت، به ناحق دستگیر کردند و صرفاً این اقدام برای مرعوب ساختن زمامداران وقت و به دست آوردن اختیارات بیشتر بود».
نراقی از مجید آهی وزیر دادگستری خواست که دستور دهد «آلات و ادوات شکنجه و عذاب را آنجه باقی مانده از قبیل سیخ و سرنگ و زنجیر و طناب‌های لاستیکی و کیف‌های آب یخ و تشک یخ و غیره را جمع‌آوری و به یادگار آن عصر مشعشع (به قول بلبل‌های پرورش افکار) ضبط کنند».

## درافتادن با قوام‌السلطنه
نراقی در انتخابات دوره سیزدهم مجلس نیز که انتخاباتش در ماه‌های پایانی سلطنت رضا شاه برگزار شد، به نمایندگی کاشان به مجلس رفت. در این دوره از ۳۱ اردیبهشت ۱۳۲۱ مجلس او را به عنوان یکی از دو نماینده خود در هیئت نظارت بر بانک ملی و چاپ اسکناس انتخاب کرد. دوضعیت مالی ایران بحرانی بود و به سبب شرایط جنگی در جهان و حضور نیروهای بیگانه در کشور، دولت پی در پی اسکناس چاپ می‌کرد تا نیاز متفقین به نقدینگی را رفع کند. این روند و همچنین گرانی به تورم سرسام آوری انجامیده و ارزش پول ملی به‌شدت افت کرده بود.
همان سال، قوام‌السلطنه نخست‌وزیر شد و برای سامان بخشیدن به وضع مالی کشور، آرتور میلسپو مستشار آمریکایی را برای دومین بار به ایران دعوت کرد. مهذب‌الدوله کاظمی وزیر دارایی بر سر اختلاف با میلسپو استعفا داد. معاون وزارت دارایی عزاللممالک اردلان برای اینکه دولت بتواند بهای ارز و طلا را در بازار کنترل کند لایحه‌ای تدوین کرد که در عین اینکه تا زمان عادی شدن وضعیت اقتصاد کشور، جلو تبدیل اسکناس به طلا و نقره و خروج پشتوانه پول را از خزانه می‌گرفت، به دولت اجازه می‌داد سکه‌های طلای موجود در خزانه کشور را که عمدتاً مربوط به زمان جنگ جهانی اول و ارزهای روسی، انگلیسی و عثمانی بودند در بازار به فروش رساند تا بتواند بهای طلا و ارز را در بازار کنترل کند و به جای این سکه‌ها شمش طلا بگذارد.
سرکرده مخالفان این لایحه در مجلس، ابوالقاسم نراقی بود که برای اینکه جلو فروش سکه‌ها را بگیرد، با حمایت شصت نماینده مجلس، هم تبصره‌ای بر لایحه اردلان افزود که فروش سکه‌ها را ممنوع می‌کرد و هم با نهادن طرحی دو فوریتی در دستور کار مجلس، تعیین رئیس بانک ملی را که مسئول نقدینگی و چاپ اسکناس در کشور بود، در اختیار مجلس می‌گذاشت.
طرح نراقی در مورد بانک ملی جنجال زیادی برانگیخت، الله‌یار صالح وزیر دارایی و جواد عامری وزیر دادگستری خود را به مجلس رساندند و در حالی که دو فوریت طرح، رأی آورده و مجلس در آستانه رأی دادن به طرح بود، با بحث و کشمکش فراوان مجلس را راضی کردند که رأی‌گیری را به جلسه بعد بیندازد.
در این میان، آرتور میلسپو که خود در دوره اول مستشاری‌اش در ایران (۱۳۰۱ تا ۱۳۰۶ خورشیدی) طرح تأسیس بانک ملی را تدوین کرده و به دولت پیشنهاد داده بود، نامه‌ای به قوام نوشت و نسبت به پیامدهای قرار دادن ریاست بانک ملی در دست مجلس هشدار داد و آن را به صلاح کشور ندانست. در جلسه بعد که ۲۱ بهمن برگزار شد، قوام با خشم و اعتراض به مجلس رفت و در جلسه‌ای پرتنش سرانجام موفق شد رأی‌گیری مجلس را به هر دو طرح عقب بیندازد. اما سرانجام سه روز بعد (در ۲۴ بهمن) قوام استعفا داد و دولت علی سهیلی روی کار آمد. هم مجلس راضی شد هم از طرح نراقی در مورد بانکی ملی دست بکشد و هم لایحه اردلان را در مورد فروش سکه‌هاتصویب کند.

## درگذشت
نراقی در دوره بعدی مجلس (چهاردهم) نیز به نمایندگی کاشان انتخاب شد و در همین دوره به دلیل بیماری قلبی درگذشت. سید محمدصادق طباطبایی رئیس مجلس شورای ملی در اعلام خبر درگذشت نراقی او را «عنصری فعال و کارآمد» در مجلس توصیف کرد که در اظهار عقیده «بی‌پروا و با شهامت» بود و «جز نام نیک اندوخته‌ای نداشت و چیزی از خود به جای نگذاشت».
از ابوالقاسم نراقی تألیفاتی در رشته ریاضی بر جای مانده است.